# 元鑒 (武昌王)
元鑒（464年—506年7月2日），字紹達，河南郡洛阳县（今河南省洛阳市东）人，魏道武帝拓跋珪玄孙，都督雍秦梁益四州诸军事、征南大将军、开府、雍州刺史、武昌简王拓跋平原第二子，北魏宗室、官员。

## 生平

### 早年
元鑒在年少時已經有類似其父親拓跋平原的風範，也閱讀了許多典籍著作，個性沉著穩重不多話，又寬厚和善，愛好接待士人。父親死亡後，由於大哥元和出家，王爵將傳封給元鑒，但元鑒不接受，皇帝元宏下詔准許未來元鑒過世之後，爵位會回歸兄長一系，元鑒才接受爵位。後歷官至守河南尹、冠軍將軍，太和二十一年（497年），元宏親率軍隊南征南齊，轉元鑒軍號為鎮南將軍。隔年隨駕還朝，擔任左衛將軍。

### 齊州時期
之後出任齊州刺史、征虜將軍，當時元宏推行漢化改革，元鑒一方面遵守著皇帝頒下的改革準則，一方面又接納齊州地區的舊有風俗，法規制度清楚明白，合乎規範準則，元宏看到他的上表報告，大為讚嘆，對群臣說：「各州刺史如果都能這樣做，變易風俗之事又有何難。」於是下詔褒美，並將其政績傳告天下，齊地的百姓都說耳目一新了。太和二十三年（499年），元宏駕崩，此時元鑒的兄長元和還俗，攜家帶眷前往齊州投靠元鑒，但元和與他家人在齊州時大肆收受納賄，擾亂行政，而元鑒只順從其兄的意見，言無不從，因此當地吏治變得敗壞，元鑒治理的名聲也跟著下降。

### 徐州時期
宣武帝初期，元鑒轉任徐州刺史，上任之時正好徐、兗地區發生水患，災民們飽受飢饉之苦，元鑒上表請求朝廷賑災，災民們因此得到救濟。原本，前任的徐州刺史京兆王元愉在官之時，政治寬鬆，境內郡縣多不奉法，元鑒到任後，上表請免貪官，梁郡太守程靈虬因此被免官徵還洛陽，州境肅然。正始元年（504年），梁朝的角城戌主柴慶宗舉城投降，元鑒派遣淮陽太守吳秦生領軍千人前往接應，梁軍已經前來斷其歸路，但吳秦生連戰連勝，成功奪下角城，對此皇帝元恪下詔褒獎。正始三年岁次丙戍夏五月壬午朔廿六日丁未（506年7月2日），元鑒在私人住宅中去世，虚岁四十三。朝廷赠予卫大将军、齐州刺史、武昌王如故，谥号悼王。

## 家庭

### 夫人
- 吐谷渾氏，吐谷浑可汗的后裔，北魏安西将军、永安王吐谷浑斤孙女，安北将军、永安王吐谷浑仁长女，太尉公、三老、录尚书、东阳王元丕外孙女，建义元年七月三日，在崇让里私人住宅中去世，与元鉴合葬[2]

### 兒子
- 元伯宗，北魏员外郎
- 元仲淵，北魏兰陵郡太守
- 元季偉，東魏太尉中兵參軍